# Prexaspes cneius
Prexaspes cneius är en insektsart som först beskrevs av John Obadiah Westwood 1859.  Prexaspes cneius ingår i släktet Prexaspes och familjen Pseudophasmatidae. Inga underarter finns listade i Catalogue of Life.